# Трнов Хриб
Трнов Хриб (словен. Trnov Hrib) — поселення в общині Лашко, Савинський регіон, Словенія. Висота над рівнем моря: 501,1 м.